# The Persuaders!
The Persuaders! foi uma série de televisão britânica produzida em 1971 pela produtora britânica ITC Entertainment, estrelada por Tony Curtis e Roger Moore, misturando crimes, suspense e humor, e levada ao ar pela rede de televisão ABC. A série foi considerada a mais ambiciosa série de ação e aventura internacional produzida até então pela ITC.
Na série, os atores personificam dois playboys internacionais e detetives amadores, e muito do humor do seriado é baseado nas diferenças de costumes entre norte-americanos e britânicos, personificados no magnata novaiorquino do petróleo Danny Wilde (Curtis) e no refinado lorde inglês Brett Sinclair (Moore).
Apesar de direcionado preferencialmente para os mercados americano e britânico, a série se tornou um sucesso mundial, recebendo diversos prêmios de qualidade, notadamente na Espanha, Austrália e Alemanha. Exibida originalmente nos Estados Unidos entre setembro de 1971 e fevereiro de 1972, num total de 24 capítulos, sendo cancelada após este período pela pequena audiência, já que concorria diretamente com o sucesso Missão Impossível da concorrente CBS, no Brasil ela foi transmitida pela TV Globo, entre 1972 e 1973. Em Portugal, o êxito não foi menor. A série foi exibida pela RTP, no 1º Programa, aos domingos, às 22:05, exibindo na mesma altura a série Missão Impossível, obtendo ambas as duas na televisão um sucesso enorme.

## Argumento
The Persuaders! são dois homens do mesmo nível social mas de diferentes formações, que relutantemente se juntam para resolver casos que as cortes européias não conseguiram resolver.
Danny Wilde (Curtis) é um diamante bruto educado e moldado nas áreas mais pobres da cidade de Nova York, que escapou de uma vida sem perspectivas ao se alistar na Marinha dos Estados Unidos. Anos mais tarde, ele se transforma num milionário do ramo do petróleo. Lord Brett Sinclair (Moore) é um aristocrata inglês, educado em Oxford e ex-piloto de corridas, que só se refere a seu parceiro formalmente como 'Daniel'.
Solteiros e playboys internacionais, os dois se encontram na Riviera Francesa, atraídos por um convite misterioso, e instantaneamente sentem grande antipatia mútua, envolvendo-se numa briga que destrói o bar do hotel onde se hospedam. Presos, eles são levados ao juiz aposentado Fulton (Laurence Naismith), desconhecendo ser quem lhes enviou os convites, e que lhes oferece a chance de trocar noventa dias na prisão pela possibilidade de ajudá-lo na solução de um erro judiciário. Os dois aceitam a resolvem o primeiro caso apresentado pelo juiz contra um sindicato de criminosos.
A partir daí, Wilde e Sinclair formam uma dupla que se envolve em diversas aventuras do gênero por 24 episódios, algumas delas em situações provocadas por eles mesmos e outras a serviço de Fulton.

## Fatos
- Assim como seu personagem, Tony Curtis foi criado nas ruas do Bronx, bairro pobre de Nova York, e serviu na Marinha. Ele tinha 46 anos quando co-estrelou a série, mas fez todas as suas cenas de luta e ação sem o uso de dublês.
- Com o fim abrupto da série em 1972, Roger Moore, liberado do contrato, voltou à Grã-Bretanha para assumir o papel de James Bond no cinema, com o filme  Com 007 Viva e Deixa Morrer, substituindo Sean Connery, e no qual viveu o espião de Sua Majestade pelos doze anos seguintes, com um sucesso sem paralelo na história do 007.